# Li Fangwei
Li Fangwei (chinês: 李方伟, nascido em 18 de setembro de 1972) é um empresário chinês e negociante internacional de armas. Em 28 de abril de 2014, ele foi indiciado pelos Estados Unidos, alegando que é suspeito de violar sanções e regulamentos, usar empresas de fachada para entrar no sistema financeiro americano e fornecer ao Irã tecnologia relacionada a mísseis balísticos. 
Li Fangwei é um dos poucos cidadãos chineses na lista dos mais procurados do FBI. Em 2014, o Departamento de Estado dos Estados Unidos também ofereceu uma recompensa de até US$ 5milhões, na esperança de que alguém pudesse fornecer pistas para ajudar a prender Li Fangwei ou provar sua culpa. 
De acordo com relatos da mídia, as investigações revelaram que Fangwei foi supostamente preso em abril de 2019 por contrabando em Dalian e está preso no centro de detenção de Dalian desde 2020. 

## Relações com o governo chinês
É relatado que Li Fangwei costumava depender de conexões familiares para ocupar cargos oficiais na China e era profundamente apoiado pelo Exército de Libertação Popular por causa do relacionamento de seu avô. 
Em 30 de abril de 2014, o porta-voz do Ministério das Relações Exteriores da China, Qin Gang, declarou em uma coletiva de imprensa regular: "A China se opõe firmemente à imposição de sanções unilaterais pelos EUA sobre empresas e indivíduos chineses, citando leis nacionais. As práticas relevantes dos EUA não ajudarão a resolver o problema", e prejudicarão a cooperação de não proliferação entre os dois lados. Quero enfatizar que o governo chinês atribui grande importância ao controle de exportação de não proliferação e investigará e lidará seriamente com quaisquer violações das leis e regulamentos de não proliferação da China. A China realizou uma cooperação na aplicação da lei de não proliferação para resolver o problema. A China pede que os EUA parem com sua prática equivocada de sancionar empresas e indivíduos chineses e retornem ao caminho correto da cooperação para a não proliferação." 
Como os Estados Unidos e a China ainda não assinaram um tratado de extradição, Li Fangwei pode estar atualmente sob a proteção do governo chinês. Li Fangwei ainda dirige várias empresas em Dalian e exporta peças e tecnologia de mísseis para o Irã. 